# Amanda Beard
Amanda Beard (Newport Beach, 29 ottobre 1981) è un'ex nuotatrice e modella statunitense.

## Biografia
Ha frequentato l'Università dell'Arizona, nuota per la Tucson Acquatics ed ha come allenatore Fred Busch.
Nel 1995 coglie i primi successi con tre medaglie ai Campionati panpacifici; nel 1996 partecipa, giovanissima, alla XXVI Olimpiade e vince l'oro nella staffetta mista e l'argento nei 100 m e nei 200 m rana.
A Sydney alla XXVII Olimpiade conquista il bronzo nei 200 m rana. La consacrazione arriva ai Mondiali di Barcellona nel 2003, con l'oro nei 200 m rana e l'argento nei 100 m rana e nella staffetta mista.
Durante i trials statunitensi del 2004 ha stabilito il record del mondo dei 200 m rana con 2'22"44. Il suo primato è stato battuto il 29 luglio 2005 dall'australiana Leisel Jones con il nuovo tempo di 2'21"72.
Ad Atene 2004, alla XXVIII Olimpiade vince l'oro nei 200 m rana con 2'23"37 e l'argento nei 200 m misti e nella staffetta mista. Inoltre viene proclamata come atleta più bella della manifestazione.
Al termine dell'olimpiade greca, decide di ritirarsi dalle competizioni agonistiche, per dedicarsi a tempo pieno alla carriera di modella; nel settembre 2004 è sulla copertina della rivista statunitense FHM, nel 2006 ha posato per Sports Illustrated Swimsuit Edition e nel luglio 2007 è stata scelta per la copertina del celebre magazine per uomini Playboy per cui ha posato nuda.
Tornata alle competizioni ha ottenuto la qualificazione per Giochi olimpici di Pechino nei 200 m rana, dove ha gareggiato da campionessa in carica ma si è classificata solamente 18º.
Nel 2008 ha posato nuda per una campagna dell'associazione animalista Peta per salvare gli animali da pelliccia.

## Palmarès
- Olimpiadi

Atlanta 1996: oro nella 4x100m misti, argento nei 100m rana e nei 200m rana.
Sydney 2000: bronzo nei 200m rana.
Atene 2004: oro nei 200m rana, argento nei 200m misti e nella 4x100m misti.
- Mondiali

Barcellona 2003: oro nei 200m rana, argento nei 100m rana e nella 4x100m misti.
- Mondiali in vasca corta

Göteborg 1997: argento nella 4x100m misti.
Mosca 2002: argento nella 4x100m misti.
Indianapolis 2004: argento nei 200m rana e nella 4x100m misti.
- Campionati panpacifici

Atlanta 1995: argento nella 4x100m misti, bronzo nei 100m rana e nei 200m rana.
Yokohama 2002: oro nei 100m rana e nei 200m rana, argento nella 4x100m misti.
- Universiadi

Palma di Maiorca 1999: argento nei 100m rana.

## Riconoscimenti
- American Swimmer of the Year: 2003, 2004